# Morinda brachycalyx
Morinda brachycalyx är en måreväxtart som först beskrevs av Cornelis Eliza Bertus Bremekamp, och fick sitt nu gällande namn av Julian Alfred Steyermark. Morinda brachycalyx ingår i släktet Morinda och familjen måreväxter. Inga underarter finns listade i Catalogue of Life.